# Staustufe Hirschhorn
Die Staustufe Hirschhorn wurde im Jahr 1933 fertiggestellt und staut den Neckar im Mittel um 5,30 Meter auf. Sie ermöglicht mit einer Doppelschleuse am linken Ufer den Schiffsverkehr auf dieser Bundeswasserstraße. Über das Unterwasser der Schleusenkammern bzw. über das dreifeldrige Wehr spannt sich eine Straßenbrücke, die dem Verkehr zwischen der Kernstadt Hirschhorn am rechten Ufer und dem Stadtteil Ersheim am linken Ufer dient. Zwischen den Schleusenkammern und dem Überlaufwehr gelegen, stellt sich das Kraftwerksgebäude des Wasserkraftwerks quer zur Strömungsrichtung. Die rechte Schleusenkammer wurde wegen des schlechten Zustands der Betonwandungen 2005/2006 saniert. Die Tore, Antriebe und Steuerung aus dem Jahre 1991 blieben erhalten. Die Tore, Antriebe und die Elektrotechnik der linken Kammer stammen teilweise noch aus der Bauzeit.

## Bauvorhaben
Die veralteten Bauelemente der linken Schleusenkammer sollen erneuert werden, und die Betriebsgebäude sollen für die neue Elektro- und Nachrichtentechnik umgebaut werden. Außerdem ist vorgesehen, die Seilstoßschutzanlage mit Schranke zur Verhinderung von Schiffsanfahrungen des Untertores zu erneuern; geplant ist auch ein neuer Oberwasserrevisionsverschluss. Nach der Modernisierung der linken Kammer soll die rechte Kammer nach Oberwasser verlängert werden. Dann sollen die Vorhäfen für das 135-Meter-Schiff ausgebaut werden. Die Verkehrsverhältnisse in beiden Vorhäfen gelten schon heute für die maximal 105 m langen Schiffe als schwierig.

## Voraussichtliche Bauzeit
Die Modernisierung der linken Kammer begann im Herbst 2013 und sollte im Sommer 2014 beendet sein. Nach mehrmaligen Verlängerungen der Bauzeit ist momentan vor Ort kein Bauende mehr angegeben.  Die Verlängerung der rechten Kammer war für 2019 bis 2022 geplant, musste jedoch verschoben werden, da die Modernisierung der linken Kammer noch immer nicht vollendet ist.

## Lage
Die Staustufe Hirschhorn ist vom Rhein aus gesehen die sechste Anlage ihrer Art. Es ist die einzige Anlage am Neckar, die komplett in Hessen liegt.

## Bootsschleppe
Auf der linken Neckarseite steht eine Bootsschleppe zur Verfügung. Das Gleis ist 270 m lang. Es ist Stand 2022 wegen einer Baustelle nicht verwendbar.